# Fagitana niveicostatus
Fagitana niveicostatus är en fjärilsart som beskrevs av Augustus Radcliffe Grote 1874. Fagitana niveicostatus ingår i släktet Fagitana och familjen nattflyn. Inga underarter finns listade i Catalogue of Life.